# 楊曉君
杨晓君（1963年5月18日—），中國北京人，前中國女排隊副攻手，身高1.81米，以心理素質好，臨場發揮穩定見稱，擅長攔網、扣球，是中国女排80年代五連冠時的選手。

## 主要成绩
- 1984年夏季奧林匹克運動會排球比賽冠军